# Melaenornis ardesiacus
Melaenornis ardesiacus là một loài chim trong họ Muscicapidae.